# Wagna
Wagna är en ort och kommun i Österrike. Den ligger i distriktet Leibnitz i förbundslandet Steiermark.
Kommunen består av fyra orter (Ortschaften) (inom parentes invånarantal 1 januari 2024):
- Aflenz an der Sulm (237)
- Hasendorf an der Mur (247)
- Leitring (3 609)
- Wagna (2 432)